# فرانسيس جورج إيبس
فرانسيس جورج إيبس (بالإنجليزية: Francis W. Eppes) (و. 1801 – 1881 م) هو سياسي من الولايات المتحدة الأمريكية.
توفي في مقاطعة أورانج.